# معركة تارين الأولى
قد نشبت معركة تارين الأولى في عام 587 هـ/ 1191 م بين الغوريين ضد الشاهمانات وحلفائهم، بالقرب من تارين (حاليا تاروري في ولاية هاريانا، الهند). هزم ملك الشاهمانا بريتيفراج تشوهان (بريتيفراج الثالث) السلطان معز الدين الغوري (محمد الغوري) الذي انتقم من هذه الهزيمة في معركة تارين الثانية بعد عام.